# Alois Erdtelt

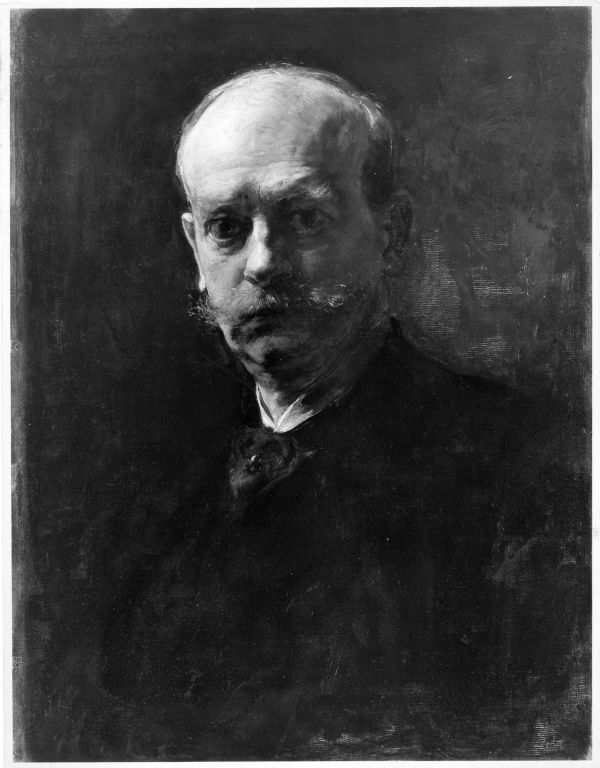
Selbstporträt, 1903, Neue Pinakothek München

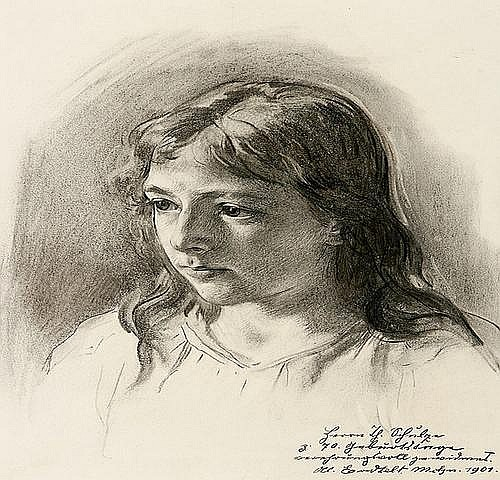
Mädchenporträt

Alois Erdtelt (* 5. November 1851 in Herzogswalde, Kreis Grottkau, Provinz Schlesien; † 18. Januar 1911 in München) war ein deutscher Porträtmaler und Kunstpädagoge. 
Dank dem Herzogswalder Rittergutsbesitzer von Hoenika, der die künstlerische Begabung des Jungen bemerkte, studierte Alois Erdtelt an der Kunstakademie Berlin bei Carl Steffeck und seit dem 25. Januar 1876 an der Königlichen Akademie der Künste in München bei Wilhelm von Diez.
Erdtelt betrieb in München eine private Malschule für Frauen, die bis 1889 tätig war. Zu seinen Schülerinnen gehörten u. a. Rosa Pfäffinger, Maria Slavona, Ida Gerhardi, Ivana Kobilca und Hedwig Weiß. Seit 1889 unterrichtete er an der Königlichen Kunstgewerbeschule München. Er stellte seine Werke im Münchner Glaspalast aus. 1889 wurde er Lehrer an der Münchener Kunstgewerbeschule.
Er besuchte jedes Jahr sein Heimatsort Herzogswalde.